# Joseph Anthony Didulica
Joseph Anthony "Joey" Didulica (Geelong, 14. listopada 1977.) bivši hrvatski nogometaš koji je igrao na poziciji vratara.
Didulica je rođen u australskoj pokrajini Victoria. Sin je hrvatskog imigranta Luke (rodom iz Poličnika kraj Zadra), te majke Mary. Nogomet je započeo igrati u North Geelong Warriorsima, a 1996. je preselio u klub australskih Hrvata Melbourne Knights. Tamo je igrao do 1999. kad ga je kupio veliki nizozemski Ajax. Tamo se nije naigrao, pa je preselio u Austriju Beč. Nakon 87 nastupa u Austriji otišao je prije početka SP 2006. natrag u Nizozemsku, ovaj put u AZ Alkmaar. Tamo ga trener Louis van Gaal nije puštao na pripreme reprezentacije, jer je smatrao da mu se kao trećem vrataru Hrvatske, bez šansi da dospije na gol, to ne isplati. Veliku je nesreću u Nizozemskoj zabilježio na utakmici s PSV-om kada ga je, inače dobar prijatelj, Jason Čulina loptom snažno pogodio u glavu zbog čega je Didulica dobio potres mozga. Zbog ozljeda je i odlučio prekinuti karijeru u listopadu 2011. 
Iako rođen u Australiji, odlučio je da će nastupati za reprezentaciju svojih predaka, a kao razlog je naveo da misli kako će više uspjeha imati s reprezentacijom Hrvatske, jer australska nije bila na svjetskim prvenstvima 30 godina zaredom. Pozvan je, međutim, da s Australijom ide na Olimpijske igre u Sydney, ali se ozlijedio i nije nastupio. U hrvatskom dresu skupio je 4 utakmice, sve u prijateljskim utakmicama. Debitirao je za Hrvatsku protiv Makedonije, 28. travnja 2004. u Skopju. Putovao je na EURO 2004., te na SP 2006., no pored Butine i/ili Pletikose se nije probio do reprezentativne jedinice. Nakon dolaska Slavena Bilića za izbornika izgubio je i mjesto 3. vratara, no, nije odustao od ponovnog pozivanja u reprezentaciju. Australski i Milanov vratar Željko Kalac tvrdio je kako mu je odluka da igra za Hrvatsku velika greška u karijeri.
24. travnja 2006. proglašen je krivim za prekršaj na belgijskom napadaču Axelu Lawarreu u bečkom derbiju Austrije i Rapida u svibnju 2005. Morao je platiti kaznu u iznosu 60.000 €, te 1.000 € Lawareeu, koji nakon nesretnog slučaja nije prihvatio Diduličinu ispriku. Nakon te utakmice u kojoj je isključen, kažnjen je još bio s 8 utakmica neigranja.